# Villasmundo
Villasmundo is een plaats (frazione) in de Italiaanse gemeente Melilli.